# Záhorie
Záhorie è formalmente un comune della Slovacchia facente parte del distretto di Malacky, nella regione di Bratislava. Si tratta in effetti di un'area militare di vasta estensione e con meno di 200 residenti stabili.